# Челяднин, Василий Андреевич
Василий Андреевич Челяднин (Челядин) (умер 1516—1518) — дворовый воевода, дворецкий и боярин на службе у великого князя Василия III.
Представитель боярской семьи Челядниных, члены которой занимали высокие посты в Русском государстве. Сын боярина Андрея Фёдоровича, младший брат боярина Ивана Андреевича.

## Биография
В феврале 1507, январе 1510, июле и декабре 1511, январе 1515 годов упомянут великокняжеским дворецким.
В 1507—1515 годах возглавлял приказ Большого дворца.
В сентябре 1509 года дворецкий в свите великого князя в его поездке в Новгород.
С 1512 года московский дворецкий. В декабре этого же года, во время похода русской рати на Смоленск служил дворецким и дворовым воеводой. С 1513 года — боярин. В этом же году во время нового похода на Смоленск, сопровождал Василия III к Боровску. Был судьею высшей инстанции по земельным делам в Перевитске.
Враждовал с новгородским епископом Серапионом, что связано с поддержкой, которую он оказывал Иосифу Волоцкому. Возможно, что находясь при Василии III он влиял на его негативное отношение к Серапиону. Летопись говорит, что примирение Василия с епископом Серапионом произошло в 1516 году — в год смерти врагов Серапиона, Иосифа Волоцкого, его брата, ростовского епископа Вассиана и боярина Василия Андреевича Челяднина.
Сохранилось известие, что братья Василий и Иван Андреевичи некоторое время (вероятно в 1510 г.) находились в опале и были вынуждены отправиться в ссылку вместе с матерью, женами и детьми в своё поместье село Первятино близ Переславля.
Умер до 01 февраля 1516 года, когда его жена дала Троице-Сергиеву монастырю вклад по мужу село Поречье с деревнями и селищами в Дмитровском уезде.

## Семья
Был женат на Агриппине, дочери князя Фёдора Васильевича Телепня-Оболенского, сестре Ивана Фёдоровича Телепнева-Оболенского. Супруги оставили трёх дочерей:
- неизвестная по имени — выданная за Ф. И. Беззубцева
- неизвестная по имени — выданная за князя С. Ф. Курбского
- Мария — выданная (после 1530 г.) за И. П. Фёдорова-Челяднина, который приходился дальним родственником[8]. Первым браком Мария была за мужем за князем Иваном Осиповичем Дорогобужским[9].

Вдова Челяднина в 1533 году, перед смертью Василия III, была им назначена нянькой малолетнего наследника Ивана Васильевича.

## Критика
По списку дворецких Василий Андреевич Челяднин занимал эту должность до 1518 года. В. Н. Берх также показывает эту дату — 1518 год.

## Родственные связи
В 1500 году князь Василий Данилович Холмский стал зятем великого князя Ивана III, женившись на его дочери великой княгини Феодосии. Старший сын Данилы Холмского — Семён женился на Марии, дочери боярина Андрея Фёдоровича Челяднина и сестре Василия Андреевича Челяднина. Родная сестра князя И. Ф. Овчины Оболенского, который являлся фаворитом великой книги Елены Глинской — княгиня Аграфена Васильевна (мамка наследника престола Ивана IV) вышла замуж за дворецкого Василия Андреевича Челяднина, брата конюшего и боярина Ивана Андреевича Челяднина. Дочь И. А. Челяднина — Марфа была замужем за князем Дмитрием Федоровичем Бельским, а сын Иван Иванович Челяднин женился на княгине Анастасии, сестре Елены Васильевны Глинской и дочери князя Василия Львовича Глинского. Другая родная сестра Елены Глинской — княгиня Мария стала женой князя Ивана Даниловича Пенкова.